# Mühlenbeck (Mühlenbecker Land)
Mühlenbeck ist seit 2003 ein Ortsteil der Gemeinde Mühlenbecker Land und gleichzeitig deren Verwaltungssitz. Der Ort gehört zum brandenburgischen Landkreis Oberhavel und wurde im 14. Jahrhundert erstmals urkundlich erwähnt.

## Geographie

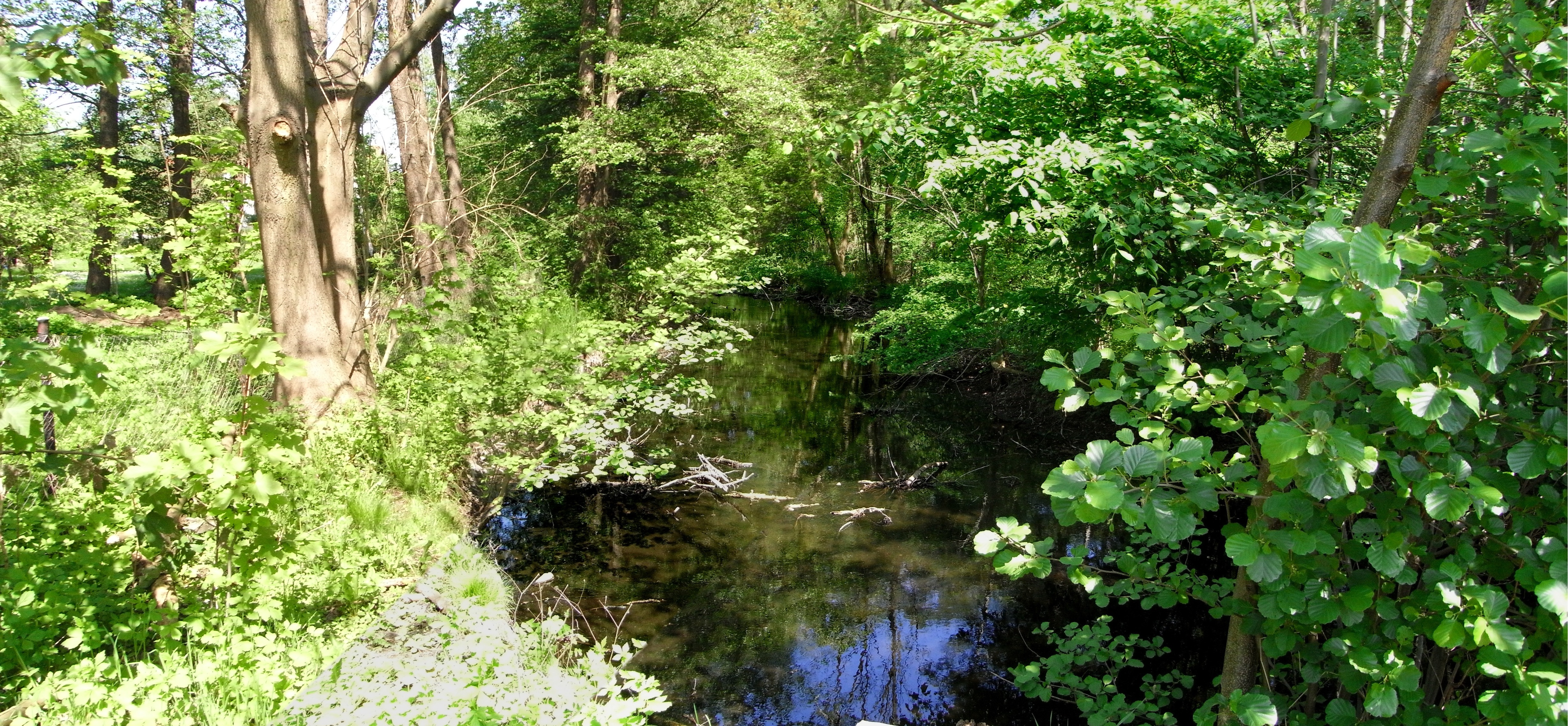
Tegeler Fließ im Ortsbereich Mühlenbeck

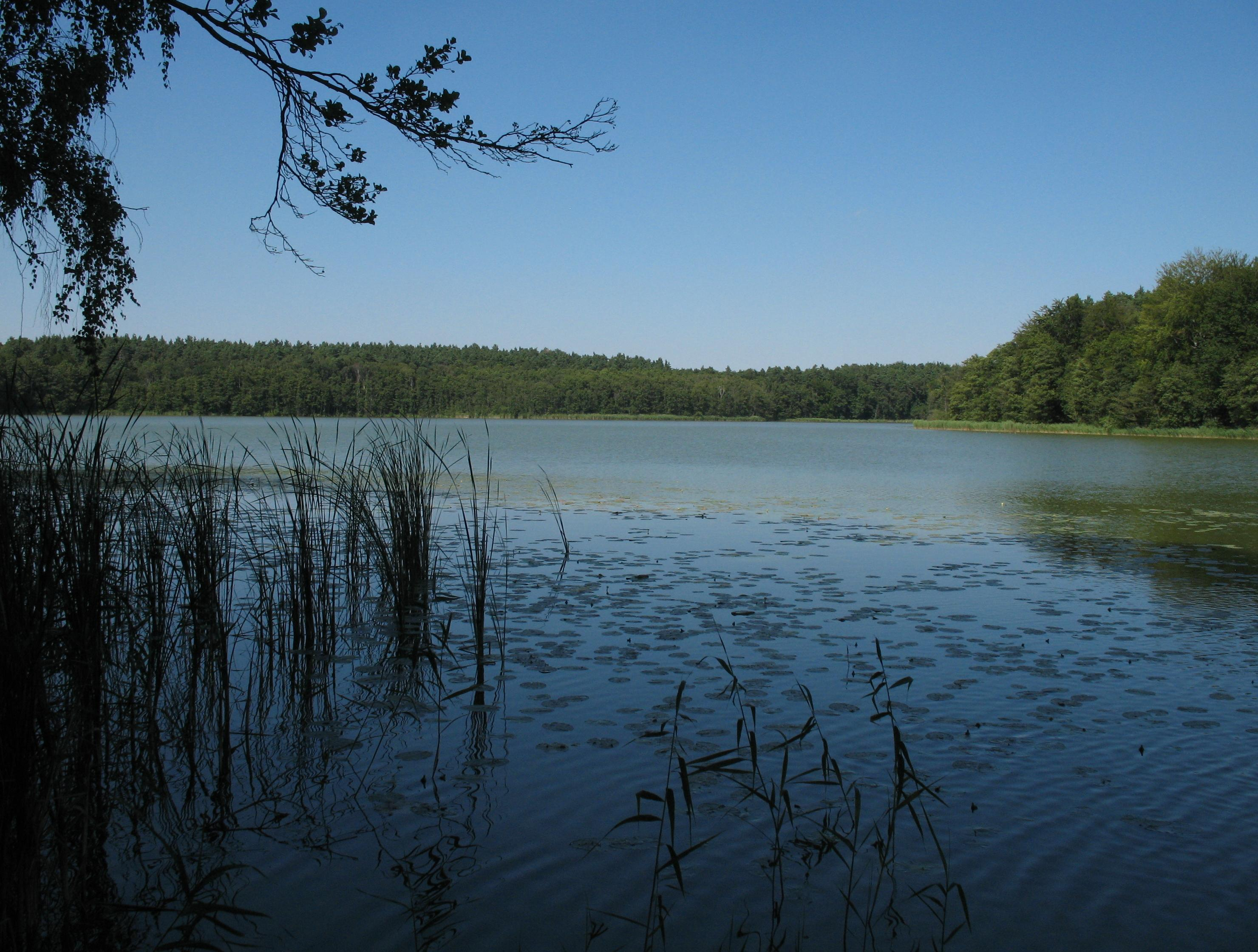
Mühlenbecker See

Der Ortsteil Mühlenbeck umfasst das oben genannte Dorfgebiet mit dem Mühlenbecker See und seinem Abfluss Mühlenbecker Fließ sowie den Summter See, die Mühlenbecker Teiche an der östlichen Gemeindegrenze, Felder, Wiesen und Waldgebiete. Das Gemeindegebiet Mühlenbeck ist Teil des Naturschutzgebiets (NSG) Tegeler Fließtal. Besonders erwähnenswert ist hier ein Kalktuffgelände am Fließ Richtung Schildow. Die Wasserqualität der beiden größeren Seen ist gut, weswegen hier auch mindestens sieben Fischarten heimisch sind.
Mühlenbeck wird unterteilt in die Siedlungsbereiche Mönchmühle, Mühlenbeck-Dorf, Summt, Feldheim, Buchhorst, Woltersdorf und Großstückenfeld. Es grenzt im Norden an Zühlsdorf, im Osten an Schönwalde, Schönerlinde, im Süden an Schildow und Berlin-Blankenfelde, im Westen an Glienicke/Nordbahn und im nordwestlichen Bereich an Hohen Neuendorf.

## Geschichte

### Vorgeschichte
Urnenfunde auf dem Summter Kirchhof zeigen früheste Besiedlungen des Gebietes bereits in der Bronzezeit.

### Mittelalter
Erste urkundliche Erwähnungen zur Ortsgeschichte stammen aus dem Jahr 1224, als die Zisterzienser-Mönche des Klosters Lehnin auf der Feldflur des heutigen Ortsteils Mönchmühle einen Wirtschaftshof unterhielten, von dem aus die Verwaltung der umgebenden Ländereien erfolgte. Um den Hof herum siedelten sich erste Bauern an, die mit ihren Erzeugnissen das Kloster belieferten. Die Mönche ließen am Abfluss des Mühlenbecker Sees einen Staudamm aus Feldsteinen und Erde errichten, wodurch ein Teich zur Regulierung der Fließgeschwindigkeit aufgestaut wurde. An diesem Mühlenbecker Fließ konnte nun um 1230 eine vom Wasser angetriebene Getreidemühle errichtet werden (Monchmole), die sich im 15. Jahrhundert im Besitz des Bürgers Brakow in der Feldmark Schildow befand.
Auf der angrenzenden Feldmark Mühlenbeck, die erstmals 1375 im Landbuch Kaiser Karls IV. als „Molenbeke“ erwähnt wurde, herrschten gemäß einem Dokument aus dem Jahr 1474 Reitmeister und Hofmeister der Klosterherren zu Lehnin. Es wird angenommen, dass die Bezeichnung Mühlenbeck im Zusammenhang mit der Weiterverarbeitung des Mehls der Mühle steht. Mühlenbeck erhielt im frühen Mittelalter eine einfache Dorfkirche.

### Frühe Neuzeit
Am 11. November 1415 wurden Mühlenbeck und Summt an das Kloster Lehnin verkauft. Durch die Reformation verloren die Klosterherren schließlich alle Eigentumsansprüche und die Mühle blieb im Besitz mehrerer Generationen von Müllern. Wegen des bestehenden Mahlzwangs warf die Mühle für seine Besitzer gute Gewinne ab, die im 17. Jahrhundert in den Zukauf größerer Flächen investiert wurden. Durch den Dreißigjährigen Krieg und die anschließende Pestwelle gab es um 1624 gerade noch drei Familien um das Mühlenanwesen, die Mühle selbst wurde nicht zerstört. Nach und nach zogen wieder Familien in das Gebiet, das Mühlenwesen kam wieder in Gang; Mitte des 18. Jahrhunderts konnte sogar eine zweite Mühle am Mühlenbecker See in Betrieb genommen werden (die heutige Dammsmühle) – allerdings eine Windmühle. Der Müller erhielt zusätzlich Weide- und Fischereirechte sowie eine Schankerlaubnis.
In der zweiten Hälfte des 16. Jahrhunderts wurde in Mühlenbeck ein Landschöffensitz eingerichtet, mit dem steuerliche Vorteile verbunden waren. Dies führte nun zu einem vermehrten Zuzug von Siedlern aus anderen deutschen Fürstentümern oder aus Osteuropa. Der Kurfürst von Brandenburg, Joachim II. ließ sich an den Mühlenfließwiesen eines seiner zahlreichen Jagdschlösser erbauen, weil die Gegend reich an Rot- und Schwarzwild sowie günstig von Berlin aus erreichbar war. Eine kurfürstliche Försterei wurde eingerichtet.
Die Einwohner des benachbarten kleinen Ortes Summt – ebenfalls im Landbuch Kaiser Karls enthalten (Czumit) – errichteten 1595–1596 eine eigene Dorfkirche, deren Patronat dem Gutsherrn Fahrenholtz übertragen wurde. Um 1600 entstand die erste durch den Geistlichen betreute Schule im Ort. Während Summt im Dreißigjährigen Krieg dem Erdboden gleichgemacht wurde, erlitten die Nachbardörfer Mühlenbeck, Feldheim und Buchhorst kaum Verluste, zumindest gibt es keine derartigen Belege.
Im 17. Jahrhundert erwähnen die Annalen das Gut Mühlenbeck, das vom Oberförster von Pannwitz gepachtet, und das Rittergut Summt, das von der Familie Grumbkow aus Niederschönhausen gekauft wurde. Summt wurde ab 1691 vom Amt Niederschönhausen verwaltet. Mit einem Steuerbonus wurden schließlich neue Siedler in die Dörfer Mühlenbeck, Mönchmühle und Summt geholt, die Einwohnerzahl des heutigen Ortsbereichs erreichte um das Jahr 1700 bereits um 100 Personen, darunter Bauern, Kossäten, Büdner. 1705 pachtete der Amtmann Fabricius die Domäne Mühlenbeck für die Pachtsumme von mehr als 2286 Talern von den Grumbkows. Mitte des 18. Jahrhunderts entwickelten sich Manufakturen und kleine Fabriken, die Arbeiter erhielten auf dem Woltersdorf erste Wohnhäuser. Im Jahr 1713 wird für die Dorfkirche in Mühlenbeck ein neuer Turm errichtet.

### 19. Jahrhundert
1812 wurde die baufällige Summter Kirche abgerissen und durch einen Neubau ersetzt, bei den Bauarbeiten werden Urnen aus der Bronzezeit entdeckt. Die Oberförsterei geriet mittels Erbpachtvertrag an die Familie Göritz, die bald darauf den Gasthof Altes Forsthaus eröffnete. Am 4. Februar 1819 kommt es auf dem Gelände der Mönchmühle zu einem Brand, welcher das Wohnhaus und den Großteil der Wirtschaftsanlagen zerstört. Im Jahr 1820 wird die Mönchmühle durch den Mühlenmeister Elendt wieder aufgebaut.
Das bisher am Mühlenbecker Dorfanger gelegene Lehnschulzengut wurde 1825 durch den Lehnschulzen Friedrich Wilhelm Puttlitz verlegt und erhielt per Königlicher Order den Namen Feldheim. Aus dem Schulzenhaus wurde ein Schulhaus. Die 1850 in den Ländern Preußens eingeführte Landgemeinde-Verfassung führte in allen genannten Siedlungsteilen zur Aufhebung letzter feudaler Strukturen, damit gab es nur noch Bauernfamilien, Geistliche, Fischer, Müller, Handwerker oder Landarbeiter aber keine Gutsherren, Knechte oder Mägde. – Die wachsende Einwohnerschaft hatte mehr Kinder zur Folge (1861 wurden 186 Schüler notiert), für die um 1870 ein zweites Schulgebäude eingerichtet werden musste.
Die mittelalterliche Dorfkirche in Mühlenbeck wurde im Juni 1871 ebenfalls abgetragen. Die Grundsteinlegung der neuen Kirche fand am 27. Oktober 1871 statt, geweiht wurde die neue Kirche am 9. Juli 1874. Die Pfarre Mühlenbeck wird mit Pfarrer Johannes Voelkel 1891 selbstständig und erhielt im August 1897 auch ein eigenes Pfarrhaus. Der Kirchenchor wird unter dem Kantor Hermann Sonntag im Jahr 1898 gebildet.
Im Jahr 1900 zählte Mühlenbeck mit Summt 1500 Einwohner, davon 5 Bauern, 4 Kossäten, einige Büdner und 4 Gasthäuser. Die 230 Schulkinder wurden von drei Lehrern unterrichtet.
Die Mönchmühle, nach der schließlich die ganze Siedlung benannt wird, wurde in den Jahrhunderten ihres Bestehens mehrfach repariert, teilerneuert oder nach Brand auch gänzlich wieder aufgebaut. Große Teile des Mühlengrundstücks wurden Ende des 19. Jahrhunderts parzelliert und an wohlhabende Berliner Bürger verkauft, die das Umland für Erholungszwecke zu nutzen begannen.

### 20. Jahrhundert bis Zweiter Weltkrieg

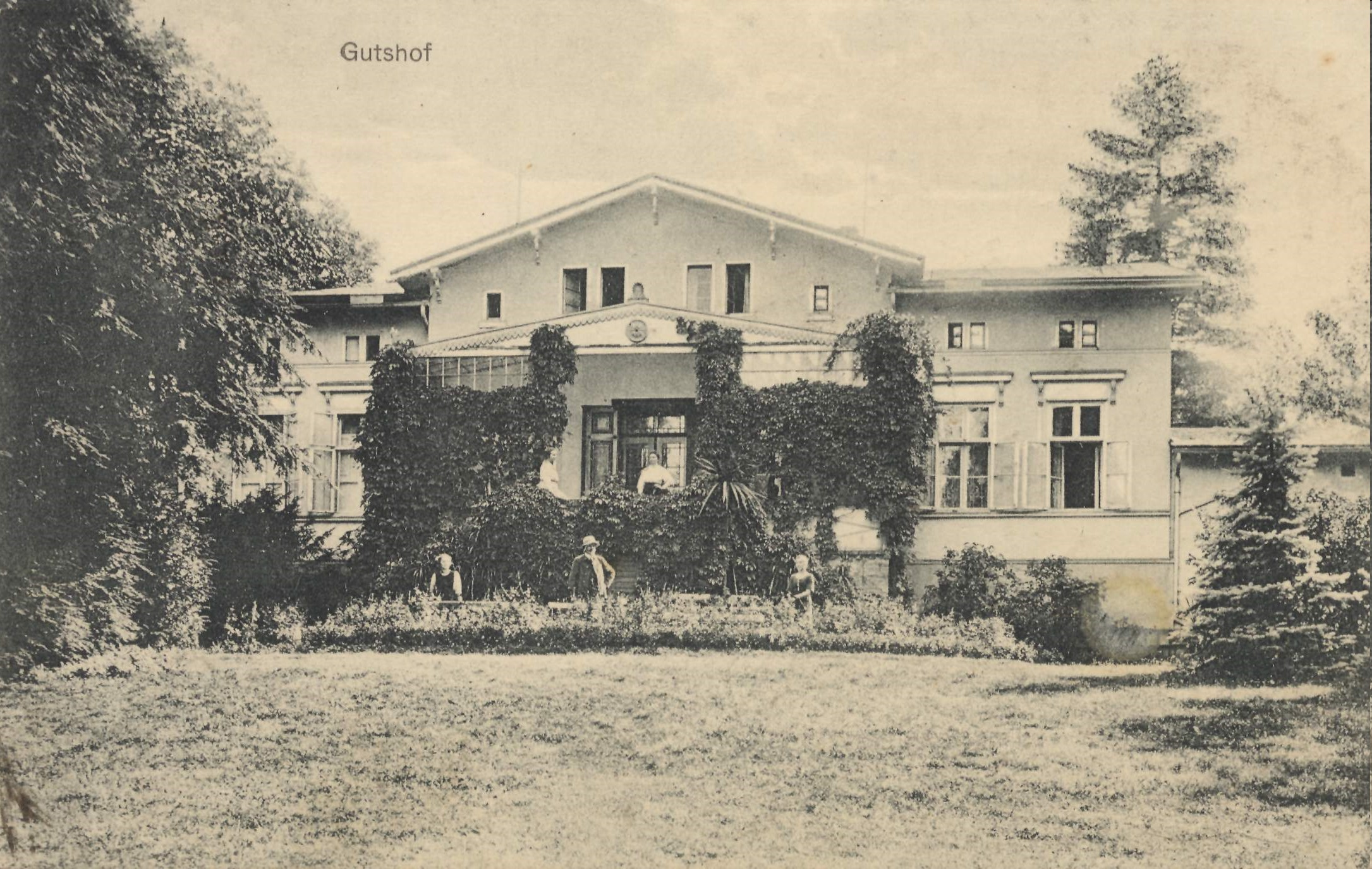
Gutshof Mühlenbeck um 1900

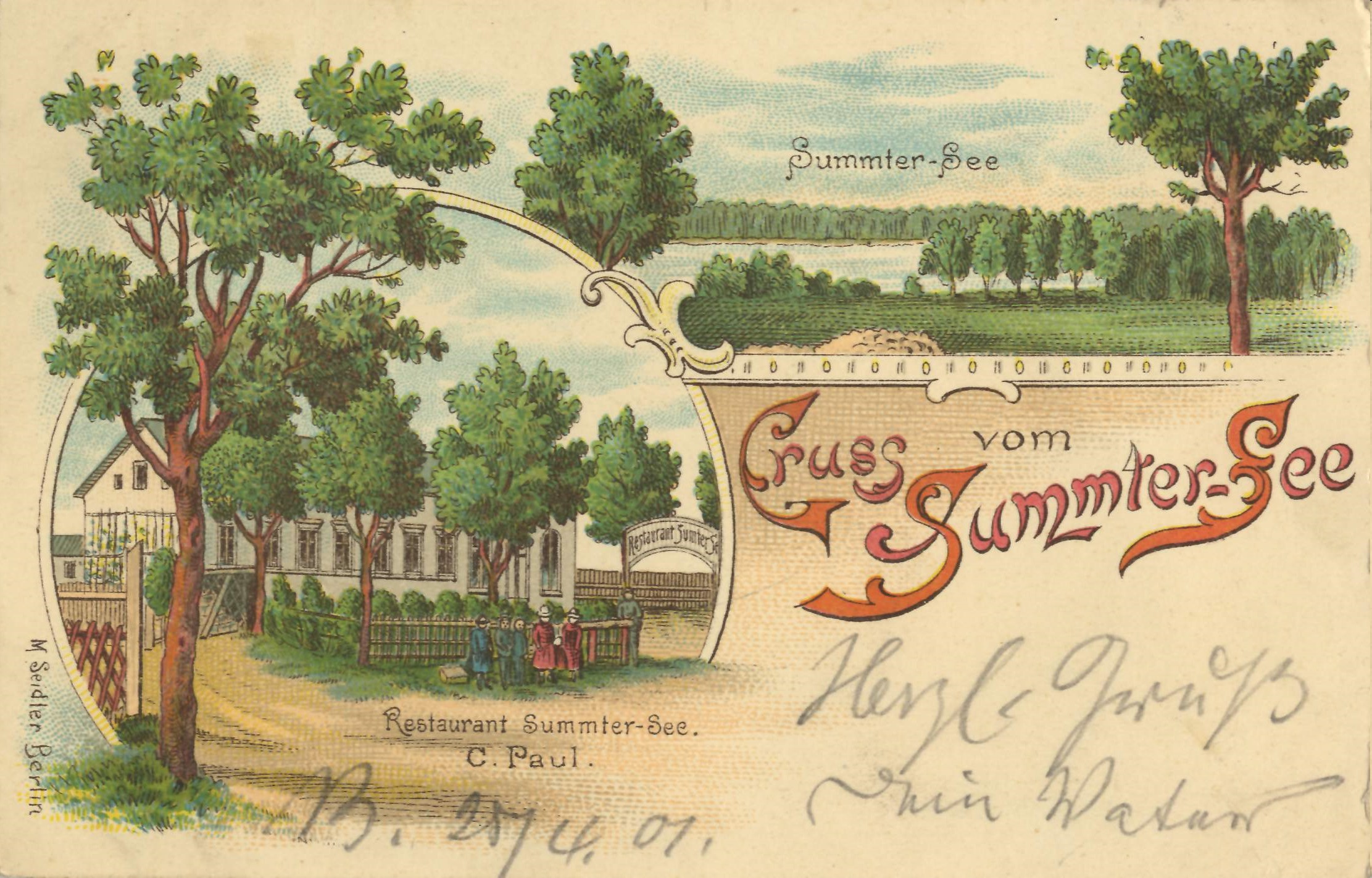
Restaurant Summter See um 1900

Als 1901 die erste Eisenbahnverbindung von Reinickendorf nach Liebenwalde mit einer Station Schildow/Mönchmühle eingeweiht worden war (die spätere Heidekrautbahn), nahmen immer mehr Familien ihren festen Wohnsitz hier im Ort. Während des Ersten Weltkriegs wurden wie in vielen Kirchen im Deutschen Kaiserreich Orgelpfeifen und Glocken für die Kriegsmunition abmontiert.
Mönchmühle, Mühlenbeck und Summt wuchsen im 19. und 20. Jahrhundert weiter aufeinander zu. – Mit dem Siegeszug der Elektroenergie und entsprechender Motorantriebe wurde um 1920 das Wasserrad der Mühle stillgelegt und sie erhielt eine Turbine. Durch die Weltwirtschaftskrise, den Zweiten Weltkrieg und anschließende Enteignungen blieb die Mühle trotzdem weiterhin in Betrieb – Mehl wird ja immer gebraucht. Der Mühlenbetrieb lief jedoch bald nicht mehr wirtschaftlich, so dass das Gebäude 1974 vollständig aufgegeben wurde, es zerfiel schrittweise. Nach der Wende gründete sich ein Förderverein Historische Mönchmühle e. V., der sich um den Wiederaufbau der historischen Mönchmühle verdient gemacht hat. Mithilfe von Fördermitteln und Spendengeldern wird dies schrittweise realisiert.
In den späten 1890er Jahren hatte der Berliner Stadtsynodalverband mit seinen finanziellen Möglichkeiten für die Kirchengemeinden der Hauptstadt mehrere große Flächen rund um Berlin erworben, um dort für sie außerhalb des Stadtgebiets gemeinsam betriebene Friedhöfe anzulegen. (So entstanden der Ostkirchhof Ahrensfelde und der Südwestkirchhof Stahnsdorf.) Die Fläche von 103 Hektar in Mühlenbeck sollte zum Nordkirchhof werden, weswegen auch bereits einzelne Bauten errichtet und ein Wegesystem angelegt wurde. 1911 wurden die Vorbereitungsarbeiten aus verschiedenen Gründen gestoppt (rückläufige Beerdigungen, in Buch bei Berlin wurde ein neuer Friedhof geöffnet, hoher Grundwasserstand in Mühlenbeck). Nach dem Ersten Weltkrieg und der Weltwirtschaftskrise erfolgte eine landwirtschaftliche Nutzung einer größeren Teilfläche, eine andere diente forstwirtschaftlichen Zwecken.
Am Rande von Mühlenbeck wurden auf Anregung von Hobrecht im Jahre 1910 eines der letzten Rieselfelder eingerichtet, wie sie erstmals um die Wende zum 20. Jahrhundert im Umland Berlins geschaffen wurden, um dorthin die Abwässermengen der Hauptstadt zu leiten und im Erdreich verrieseln zu lassen. Ihre Stilllegung und Rekultivierung erfolgte nach der Inbetriebnahme des Klärwerkes Schönerlinde 1985.
Zu Beginn des 20. Jahrhunderts entstanden in Mühlenbeck und in Summt die Freiwilligen Feuerwehren, Gartenlokale wie das Deutsche Haus oder Summter See, eine kommunale Schule, ein Freibad am Summter See, ein Windrad zur Stromerzeugung (bereits 1924), ein Rathaus im Stil des Neuen Bauens (1935). Summt wurde 1928 nach Mühlenbeck eingemeindet.
Bis 1940 erlebte das Gebiet mit seinen beiden natürlichen Seen einen ungeheuren Aufschwung als Naherholungsgebiet der Großstädter, es entstanden neben den bestehenden 14 Bauernhöfen fünf Fabriken, Ziegeleien und Töpfereien, 27 Handwerksbetriebe, fünf Tankstellen, sechs Einzelhandelsgeschäfte, je eine Arztpraxis, Apotheke, Drogerie, Sparkasse sowie ein Kino und 16 Gasthäuser.
Während des Zweiten Weltkriegs wurden Fabrikhallen einer hier ansässigen Konservenfabrik zu einer Außenstelle der Heinkel-Flugzeugwerke, in der polnische Ostarbeiterinnen Flugzeugteile montierten. Die Arbeiterinnen waren in einem Barackenlager untergebracht, das 1945 abgerissen wurde.

### DDR-Zeit (1949–1990)
Mit dem Ende der Naziherrschaft und dem Kriegsende lag Mühlenbeck bei Berlin zunächst im Kreis Niederbarnim der Provinz Brandenburg, dem späteren Land Brandenburg in der SBZ. In der 1949 gegründeten DDR war Mühlenbeck eine Verwaltungsstruktur im Kreis Oranienburg und gehörte ab 1952 zum Bezirk Potsdam. Im Jahre 1950 machte der Einwohner Lepski auf unhygienische Verhältnisse in der Grundschule Mühlenbeck aufmerksam und forderte sofortige Abhilfe. Er berichtete von einer Einwohnerversammlung zu Gunsten der 500 Schüler, darunter viele „Umsiedlerkinder“ und über den „verzweifelten Kampf“ gegen die Landesregierung in Potsdam. Es ging um die Freigabe von 20 Tausend Mark zum notwendigen Neubau einer Schultoilette, die zwar als Investition eingeplant war, aber wegen der zusätzlich angefallenen Kosten für den Aufbau einer Baracke mit Klassenräumen auf dem Schulhof immer wieder zurückgestellt wurde.
In der Folgezeit konnten die Schule und die Häuser mit mehr Wohnkomfort ausgestattet werden, die Landwirtschaftliche Produktionsgenossenschaft (LPG) wurde gegründet, ein neues Schulgebäude für die nun allgemeinbildende polytechnische Oberschule nötig. Der Bau der Autobahn mit einem Anschluss Summt/Mühlenbeck (1970), die Einrichtung einer S-Bahnstrecke mit einer Station Mühlenbeck-Mönchmühle (1984), die Ansiedlung größerer Produktionsbetriebe – das alles führte zu einer Stabilisierung der Einwohnerzahl und der Wirtschaftskraft der Region. Der Besitz von Wochenendgrundstücken war nun ein erstrebenswertes Ziel, auch die Einrichtung von Kleingartenanlagen – beispielsweise die KGA Hasenheide – folgte diesem Bedürfnis.

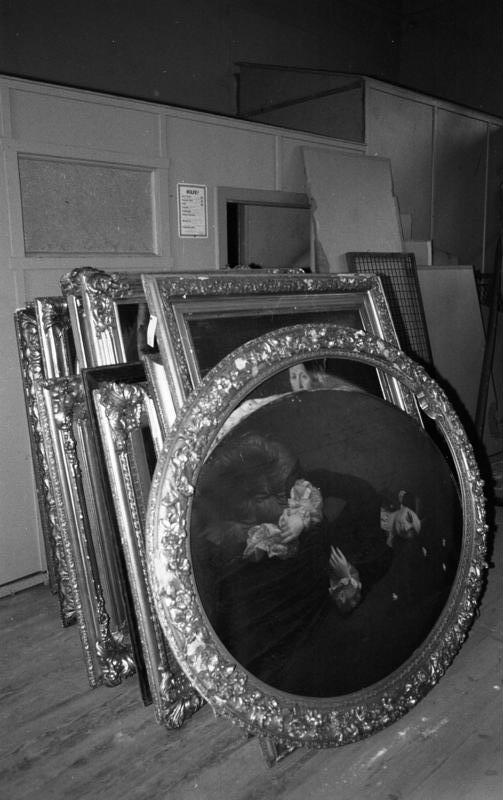
Blick auf gelagerte Kunstwerke der KuA in Mühlenbeck; Dezember 1989

In den 1970er und 1980er Jahren gab es in Mühlenbeck ein Großlager der Kunst und Antiquitäten GmbH (KuA), Tochtergesellschaft der KoKo und ein Zentrallager der Delta Export-Import GmbH für Kunstgegenstände, die gegen Devisen in das kapitalistische Ausland verkauft wurden. Die Gebäude sind noch vorhanden. Die Firma Delta organisierte auch den Verkauf von Alkohol und den (illegalen) Technologietransfer, wie aus einem in der BStU vorliegenden Dokument hervorgeht.

### Seit 1990
Mit der deutschen Wiedervereinigung zerfielen alle bisherigen Strukturen, die LPG wurde aufgelöst, Betriebe geschlossen oder reprivatisiert. Die Wahlen 1990 ergaben eine neue eigenständige Verwaltung des Amtsbereiches Mühlenbeck mit seinen Ortsteilen Summt, Feldheim, Buchhorst, Woltersdorf, Großstückenfeld und Mönchmühle, mit einem SPD-Bürgermeister an der Spitze. Bereits nach vier Jahren schlossen sich kleinere Verwaltungseinheiten zusammen, aus den Gemeinden Schildow, Mühlenbeck, Schönfließ, Stolpe, Stolpe-Süd und Zühlsdorf entstand das Amt Schildow. Weitere Rationalisierungsüberlegungen führten schließlich zur Einrichtung der Gemeinde Mühlenbecker Land am 26. Oktober 2003, in die mit Ausnahme von Stolpe und Stolpe-Süd alle oben genannten früheren Dörfer und Gemeinden aufgenommen wurden.
Investoren hatten um die Jahrtausendwende ein großes Grundstück um eine alte Fischerhütte erworben. Diese sollte abgerissen werden, moderne Neubauten an ihrer Stelle waren als Gesundheitspark Summt geplant. Durch Insolvenz blieben die begonnenen Arbeiten unvollendet. Aus dem früheren Gutshaus entstand eine als „Schönheitsfarm“ bezeichnete Dienstleistungseinrichtung.
Die örtlichen Feuerwehren schlossen sich bei der Großgemeindebildung zur Freiwilligen Feuerwehr Mühlenbecker Land zusammen, in den einzelnen Ortsteilen sind jedoch Löschzüge stationiert. In Mühlenbeck ist dieser auch für Einsätze auf dem zur Gemeinde gehörenden Autobahnabschnitt zuständig und besitzt dafür ein Sondertanklöschfahrzeug.
Am 27. August 2018 wurde in Mühlenbeck die erste Tankstelle für E-Autos am Rathaus eingeweiht. Sie soll die erste von mehreren sein, die nächsten sollten 2019 am neuen Aldi-Gebäude installiert werden, was bisher (Stand: 8/2024) jedoch noch nicht geschehen ist.

### Einwohnerentwicklung
| Jahr      | 1650   | 1699    | 1900  | 1925 | 2009  | 2017 | 2019 | 2021  |
| --------- | ------ | ------- | ----- | ---- | ----- | ---- | ---- | ----- |
| Einwohner | ca. 10 | ca. 100 | 1.500 | 1825 | 3.535 | 4136 | 4216 | 4.376 |

## Politik

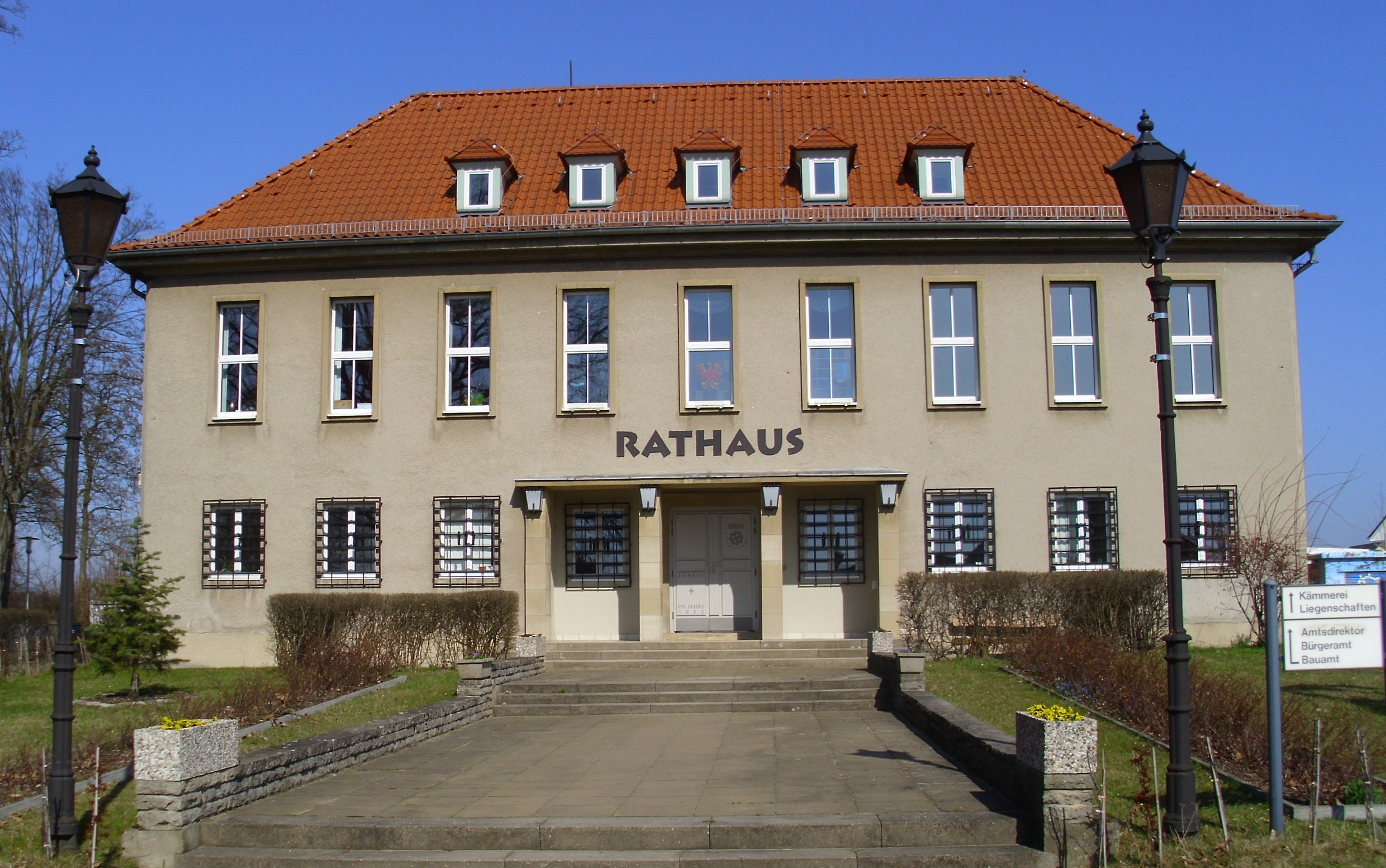
Rathaus von Mühlenbeck

Bei den Kommunalwahlen im Mai 2019 wurde für das Mühlenbecker Land eine neue Gemeindeverwaltung gewählt. Die Ortsteile sind mit jeweils einem Ortsbeirat an der Kommunalpolitik beteiligt. Im Ortsteil Mühlenbeck besteht der Ortsbeirat aus fünf Personen, wovon zwei Sitze auf die Freien Wähler Mühlenbecker Land entfallen. Jeweils einen Sitz haben SPD, CDU und Die Linke inne. An der Spitze des Ortsbeirats steht der ehrenamtliche Ortsvorsteher, diese Funktion wird von Jens Berschneider (Freie Wähler Mühlenbecker Land) wahrgenommen. Die Gemeindeverwaltung sowie die Verwaltung des Ortsteiles Mühlenbeck haben ihren Sitz im Mühlenbecker Rathaus.

## Kultur und Sehenswürdigkeiten

### Denkmale und Sehenswürdigkeiten
In der Brandenburgischen Denkmaldatenbank sind die folgenden Anlagen des Ortes Mühlenbeck als schützenswürdig enthalten: zwei Wohnhäuser, das Pfarrgehöft, die Dorfkirche, ein Gefallenendenkmal, ein Gedenkstein für die Opfer des Faschismus (OdF), die Käthe-Kollwitz-Schule (ehemalige Gemeindeschule; 2003 komplett saniert), das Rathaus, die Mönchmühle sowie auf dem kommunalen Friedhof die Friedhofskapelle, das Grabdenkmal für Anneliese Juch sowie ein Gedenkstein auf einer Gemeinschaftsgrabstätte für neun Kinder polnischer Zwangsarbeiterinnen (der Granitstein enthält folgende Inschrift: „DEM GEDENKEN / POLNISCHER BÜRGER, / DIE HIER IHRE LETZTE RUHESTÄTTE FANDEN / STEFAN HUNDZENKA / STANISLAWA PACZOFA / GENOWEFA GOLASNILKA / GENOWEFA KLAS / LUBA DUBAJOWA / JADWIGA SZATKOWSKA / WACLAWA URBANSKA / ZOFIA PRZYBCA / STANISLAW BUCZEK“).
Als geschützte Bodendenkmale gelten Ausgrabungen aus bronzezeitlichen, steinzeitlichen und eisenzeitlichen Siedlungsresten, ein Gräberfeld und ein Hügelgrab aus der Bronzezeit, ein Rast- und Werkplatz aus der Steinzeit, Reste einer slawischen Besiedlung im frühen Mittelalter. Die flachen langgestreckten Stallungen und Scheunen des ehemaligen Gutes im Bereich Feldheim sind auch noch erhalten.
Mühlenbecker Baudenkmale sind in der Liste der Baudenkmale in Mühlenbecker Land aufgeführt.
Die Ortsteile des Mühlenbecker Landes Zühlsdorf sowie Mühlenbeck mit Summt liegen an der gegen Ende des 20. Jahrhunderts eingerichteten Deutschen Tonstraße, entlang derer die Geschichte der Ton- und Keramikindustrie erfahrbar gemacht wird.

### Kirche und Religion
Die heutige Backsteinkirche wurde zwischen 1891 und 1894 auf den Grundmauern der früheren Dorfkirche aus dem Mittelalter und dem evangelischen Gotteshaus von 1724 auf dem historischen Dorfanger errichtet. Das Kirchengebäude in gelb gehaltenen Klinkern besitzt einen Feldsteinunterbau, einen Kirchturm mit Schieferplatten gekleidetem Spitzdach, eine Kirchturmuhr mit weißem Ziffernblatt und ein Geläut mit drei Glocken der Glockengießerei Schilling in Apolda. Die Wände im Kirchenschiff sind mit Fresken nach Bibelzitaten geschmückt, die als einziges erhaltenes Beispiel einer großflächigen Kirchenausmalung aus dem 20. Jahrhundert in Brandenburg gelten. Der Kunstmaler Kurt Dittebrand beendete im Herbst 1937 die Ausmalung im Innern der Kirche, die der Ortspfarrer Ruhnke an den Summter Maler in Auftrag gegeben hatte. Zwei Jahre zuvor wurde gegen Pfarrer Runke († 1937) Anzeige beim damaligen Landrat erstattet, weil er den „Führer“ nicht in die gottesdienstlichen Fürbitten einbezog. Nach einer notwendigen Restaurierung der biblischen Gleichnisdarstellungen von Dittebrand durch den Glienicker Rudi Baudis konnte 1986 der damalige Bischof der Evangelischen Kirche in Berlin-Brandenburg Gottfried Forck die Mühlenbecker Kirche im Rahmen eines Sonntagsgottesdienstes festlich einweihen und der Gemeinde zur Nutzung wieder übergeben.
In der Kaiserzeit bis 1918 wurde unter der Parochie Mühlenbeck im dazugehörigen Summt ein alle vier Wochen stattfindender Gottesdienst aufgeführt sowie die zur Parochie gehörenden Orte bzw. Ortsteile Feldheim, Dammsmühle in der Nähe des Mühlenbecker Sees, Woltersdorf und Buchhorst sowie die Kirche in Schildow mit den „Kolonien“ Katharinensee, Hermsdorfer Weg und Mönchmühle. Namentlich genannt wurden die Organisten Hermann Sonntag für Mühlenbeck und Celina für Summt sowie sein Nachfolger Falkner und für Schildow der Organist Griesbach, die hauptberuflich Lehrer waren. Der damalige Pfarrer Gurr betreute seelsorgerlich auch die örtlichen kirchlichen Vereine: den Evangelisch-Kirchlichen Hilfsverein, die Frauenhilfe, den Gustav-Adolf-Verein, den Evangelischen Bund und den Missions-Hilfsverein für Äußere Mission.
In der Kirchengemeinde Mühlenbeck mit dem eingekirchten Summt wirkten seit der Loslösung von der Pfarre Schönerlinde am 1. April 1891 folgende Pfarrer:
- 1891–1902 Johannes (eigentl. Rufname: Maximilian[40]) Völkel, geboren 30. Juli 1840
- 1902–1920 Paul Gurr, geboren 21. April 1868; † Mühlenbeck 16. Mai 1920[41]
- 1921–1937 Franz Ruhnke, geboren 5. Februar 1880[42]
- 1937[43] – 1945 Gerhard Dubberke, geboren 3. Februar 1911[44]
- 1946–1951 Rudolf Bauers, geboren 2. Juni 1907[45]
- 1952–1957 Rudi Schulz, geboren 17. Juli 1913[46]
- 1958–1981 Heinrich Collatz, geboren 12. April 1915
- 1982–1993 Hedda Bethge, geboren 21. Januar 1944[47]
- 1994[48] – 2000 Christiane Markert-Wizisla, geboren 1961; † 30. Oktober 2007[49]
- 2001 – Bernhard Hasse

Auf dem Anger neben der Kirche organisieren die Kirchenverwalter und der Ortsvorstand Konzerte in der Sommerzeit und an Festtagen. In den Jahren 2007/2008 musste der Kirchturm saniert werden, wofür mittels eines Benefizkonzerts durch Musiker der Deutschen Oper Berlin ein Teil des benötigten Betrages eingespielt werden konnte.
Die in Mühlenbeck ansässigen Katholiken werden von der Berliner Gemeinde „St. Hildegard“ seelsorgerisch betreut.

### Freizeit
An einer ehemaligen Kiesgrube im Ort wurde in den 1970er Jahren ein Freibad eröffnet. Dieses kam nach 1990 an einen privaten Betreiber, der jetzt einen zusätzlichen Nacktbadestrand anbietet.
Ein seit 2005 jährlich vom Mühlenverein organisiertes Mönchmühlenfest gilt als Touristenattraktion, ist jedoch auch ein Beitrag zur Einwerbung weiterer Spendengelder für die Sanierung der gesamten Anlage.
Im Ort gibt es eine öffentliche Bibliothek im Rathaus und einen von Jugendlichen selbst hergerichteten Jugendclub.

### Sport
Im Jahr 1947 wurde der SV Mühlenbeck 1947 e. V. gegründet er umfasst die Sportarten Fußball, Radball, Badminton und Gymnastik. Neben der Schule entstanden in den 2000er Jahren ein neues Fußballfeld und eine überdachte Sporthalle. Um den Summter See sind spezielle Trainingsstrecken für Nordic Walking eingerichtet. Es gibt einen Wander- und Fahrradweg durch das Mühlenbecker Seengebiet.

## Wirtschaft und Infrastruktur

### Bildung

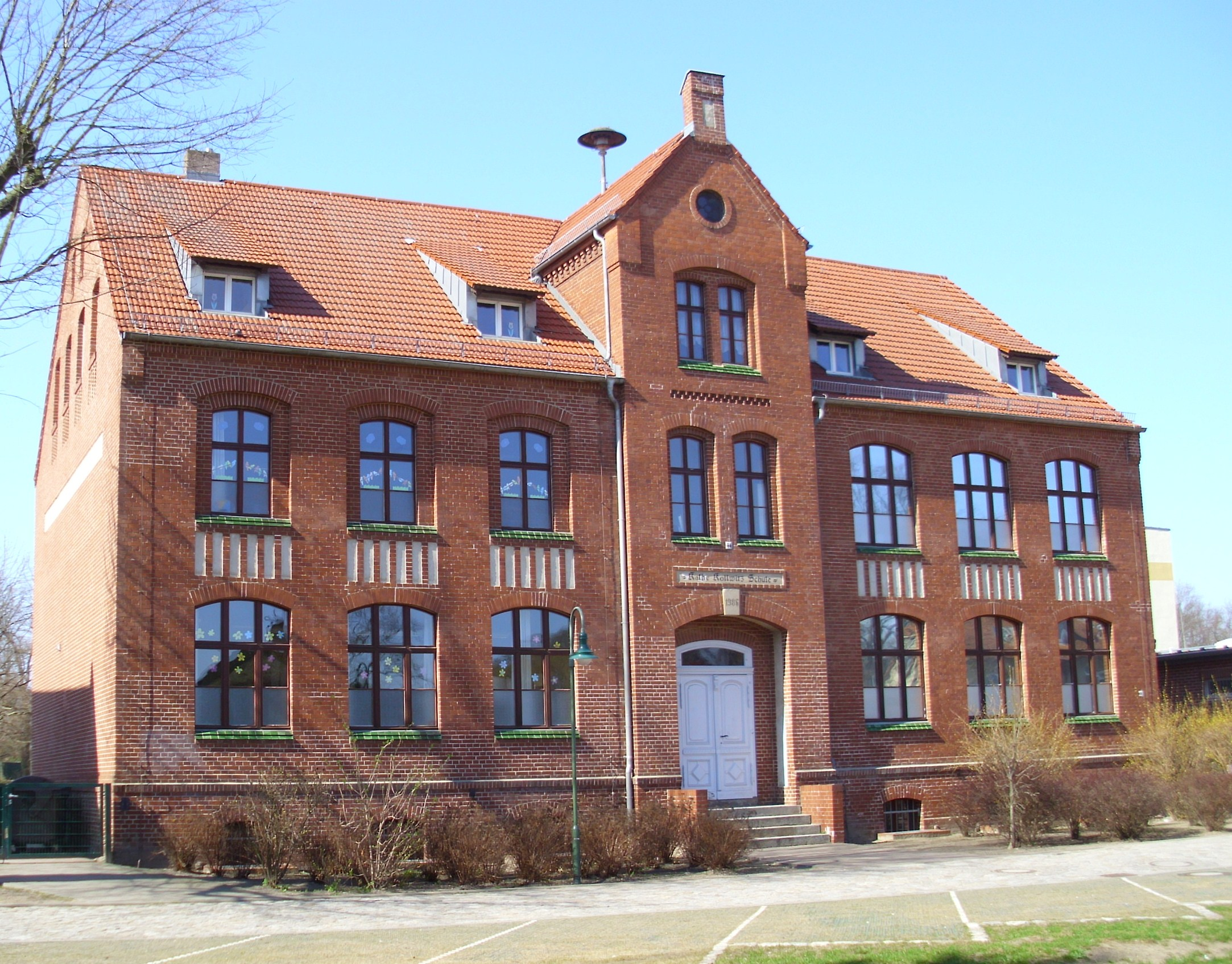
Käthe Kollwitz-Schule Mühlenbeck

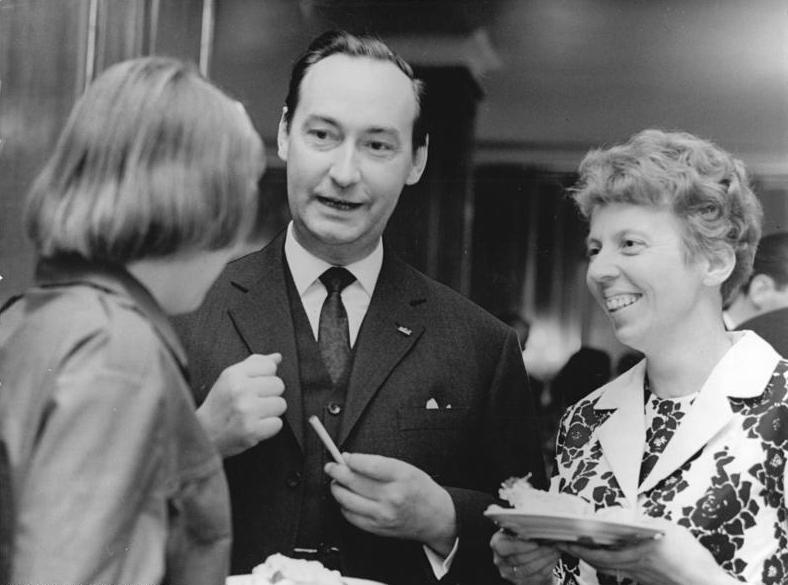
Verleihung des staatlichen Ehrennamens Käthe Kollwitz an die Mühlenbecker Oberschule 1967 durch Werner Klemke

Den Mühlenbecker Kindern stehen die Käthe-Kollwitz-Schule, eine Gesamtschule mit neuem Schulcampus und eine Grundschule zur Verfügung. Die Zuordnung der Schüler zu den Grundschulen erfolgt auf der Basis einer Satzung über die Einführung von Schulbezirken.
Eine Kindertagesstätte, die im Jahr 2007 einen Neubau erhielt, kümmert sich um die Erziehung und die Gesundheit der Vorschulkinder (Kneipp-Konzept).

### Verkehr
Mühlenbeck, Mönchmühle und Schildow waren bis zum Bau der Berliner Mauer im August 1961 mit der Heidekrautbahn erreichbar (Stationen Mühlenbeck und Schildow-Mönchmühle), danach nur noch über eine Omnibusverbindung von Berlin-Pankow. 1984 wurde der Bahnhof Mühlenbeck-Mönchmühle an der teilweise parallel zum Berliner Außenring verlaufenden, 1961 in Betrieb genommenen S-Bahnstrecke von Berlin-Blankenburg nach Hohen Neuendorf eröffnet. Diese sichert seitdem den öffentlichen Personenverkehr für Einwohner und Gäste des Ortes. Zusätzlich verkehrt die Omnibuslinie 806 der Oberhavel Verkehrsgesellschaft mbH zum S-Bahnhof Berlin-Hermsdorf und wochentags auch ein Schulbus (Ringlinie 810) zu den Orten Schildow, Glienicke, Schönfließ und innerhalb von Mühlenbeck.
Im Jahr 1907 wurde eine Chaussee nach Schönerlinde angelegt, wodurch auch eine bessere Verbindung nach Berlin hinein möglich wurde.
Durch den Ort verlaufen die Landesstraßen L21 – verbindet Feldheim mit dem Ortszentrum, L30 und L305 – verbindet Buchhorst mit dem Ortszentrum, südöstlich tangiert die Bundesstraße 96a das Gemeindegebiet. Die einzelnen Siedlungsgebiete von Mühlenbeck sind auch gut über die Bundesautobahn 10, Abfahrt 34 Mühlenbeck/Wensickendorf, erreichbar.

## Persönlichkeiten
- Carl Wilhelm Leopold Krug (1833–1898), Botaniker, Ethnologe, Autor und Mäzen
- Otto Lindow (1900–1973), Bauunternehmer
- Christian ,Flake’ Lorenz (* 1966), Keyboarder der Rockgruppe Rammstein, wohnt in Summt, engagiert sich in dem Projekt Schule ohne Rassismus – Schule mit Courage in der Käthe-Kollwitz-Oberschule[56]